# Przejście graniczne Rosówek-Rosow
Przejście graniczne Rosówek-Rosow – istniejące do 2007 polsko-niemieckie drogowe przejście graniczne, położone w zachodniopomorskim, w powiecie polickim, w gminie Kołbaskowo, w miejscowości Rosówek.

## Opis
Przejście graniczne Rosówek-Rosow z miejscem odprawy granicznej po stronie polskiej w miejscowości Rosówek zostało uruchomione 19 grudnia 1995. Czynne było całą dobę. Dopuszczone było przekraczanie granicy dla ruchu osobowego z wyłączeniem ruchu autobusowego i małego ruchu granicznego. Kontrolę graniczną osób, towarów i środków transportu wykonywała kolejno: Graniczna Placówka Kontrolna Straży Granicznej w Rosówku, Graniczna Placówka Kontrolna Straży Granicznej w Kołbaskowie, Placówka Straży Granicznej w Kołbaskowie
Do przejścia granicznego po stronie polskiej prowadziła droga krajowa nr 13, natomiast po stronie niemieckiej Bundesstraße 2.
21 grudnia 2007 na mocy układu z Schengen przejście graniczne zostało zlikwidowane.

### Przejście graniczne z NRD
W okresie istnienia Niemieckiej Republiki Demokratycznej w okresie marzec 1953–1962 funkcjonowało w miejscowości polsko-niemieckie przejście graniczne Rosówek – kolejowe. Kontrolę graniczną osób, towarów i środków transportu wykonywała Graniczna Placówka Kontrolna Rosówek.